# 小美野欣士
小美野 欣士（おみの きんじ、1936年1月12日 - ）は、日本の俳優。東京市（現・東京都）生まれ。俳優座養成所第10期生。

## 出演

### テレビドラマ
- 素浪人 月影兵庫 第1シリーズ 第16話「明日が待っていた」（1965年、NET） - 小野安之助
- ウルトラQ 第21話「宇宙指令M774」（1966年） - 巡視船ねぎし・大木航海士
- はぐれ刑事
- 新・木枯し紋次郎 第18話「砕けた波に影一つ」（1978年、12ch） - 源之丞
- 大岡越前
  - 第1部 第3話「謎の親子鶴」（1970年） - 林田陣内
  - 第3部 第14話「忠相旅日記」（1972年） - 樋口
- 水戸黄門（TBS / C.A.L）
  - 第2部
    - 第1話「旅立ち -水戸-」（1970年）岩田郡兵衛
    - 第19話「浪人街の決斗 -諏訪-」（1971年） - 斉藤の配下

  - 第4部 第7話「消えた雛人形 -新発田-」（1973年） - 菊池光五郎
  - 第13部 第15話「三葉葵を盗んだ男 ‐津山-」（1983年） - 中山甚兵衛 ※小美野鉄士名義
  - 第19部 第9話「野望を砕く薪能 -鶴岡-」（1989年）- 梶野統五郎
- 幡随院長兵衛お待ちなせえ 第22話「狙われた祝言」（1974年）
- 座頭市物語 第10話「やぐら太鼓が風に哭いた」（1974年）
- 暗闇仕留人第20話「一途にて候」（1974年、ABC / 松竹） - 水上平馬
- 鬼平犯科帳 第17話「むかしなじみ」（1975年）
- 大江戸捜査網 第3シリーズ 第129話「隠密同心 一番長い日」（1975年） - 吟味与力・佐伯
- 特捜最前線
- がんばれ!レッドビッキーズ（1978年） - 北原信二（ジュリの父）
- 同心部屋御用帳 江戸の旋風IV 第7話「剣と千羽鶴」（1978年） - 鳴海屋重兵衛
- 桃太郎侍 第80話「罪つくりな遺言」（1978年） - 斎藤伊織
- 暴れん坊将軍シリーズ（テレビ朝日） 
  - 吉宗評判記　暴れん坊将軍　第22話「天下を支える友情」（1978年） - 門田兵衛
  - 暴れん坊将軍III 第126話「密命! 江戸城を砲撃せよ!!」（1990年） - 福岡藩軍奉行・火野玄馬
- 翔べ! 必殺うらごろし 第19話「童が近づくと殺人者が判る」（1979年） - 重岡
- 新・江戸の旋風 第31話「掠奪された花嫁」（1980年） - 備州屋
- 源九郎旅日記 葵の暴れん坊 第8話「ちゃんが命のざんげ金」（1984年） - 北井安之進
- 人間の証明
- 鬼平犯科帳 第2シリーズ 第3話「白い粉」（1990年） ※ 中村吉右衛門版
- 特救指令ソルブレイン 第38話「死をささやく悪霊」（1991年） - 村山洋介

### 映画
- 怪談（1965年、東宝）
- 四谷怪談（1965年、東宝） - 奥田庄三郎
- 香港の白い薔薇（1965年8月25日、東宝） - 加島刑事
- 疑惑（1982年、松竹・富士映画） - デスク

### 舞台
- 野鴨
- コーカサスの白墨の輪
- ルル
- 正劇・室鷲郎

### 吹き替え
- 宇宙船XL-5（1963年、フジテレビ） - ロバート[1]

## 関係者
- 同期・中野誠也（俳優）
- 同期・長谷川哲夫（俳優）
- 同期・谷育子（女優）
- 同期・新田勝江（俳優）
- 同期・砂塚秀夫（俳優）
- 同期・島田太郎（俳優）